# Crucible
Crucible (рус. тигель) — приложение для совместного просмотра кода, созданное австралийской компанией Cenqua, позже приобретенная Atlassian в 2007 году. Проект сохранился и получил дальнейшее развитие. Как и другие продукты компании, Crucible — это веб-приложение, предназначенное в первую очередь для предприятия, и имеющее определённые свойства, которые позволяют осуществлять экспертную оценку программного кода, и может рассматриваться как корпоративная социальная программа.
Это приложение специально создано для распределённых команд, и облегчает асинхронную инспекцию и комментирование программного кода. Crucible также интегрируется с популярными системами управления версиями, такими как Git и Subversion. Crucible не является открытым программным обеспечением, но клиенты могут просматривать и модифицировать код для собственного использования.